# Punktowce Piekary
Punktowce Piekary – trzy 15-kondygnacyjne wysokościowce wybudowane w 1966 na ul. Piekary, w centrum Poznania. 

## Charakterystyka
Początkowo mieściły się w nich Biura Budownictwa Energetycznego, Wiejskiego i Komunalnego, a następnie m.in. siedziba Radia S Poznań.
Projektantami byli Zygmunt Lutomski i Henryk Nowak. Założenie było częścią składową niezrealizowanej drogowo-tramwajowej Trasy Piekary, która przeciąć miała centrum miasta na osi północ-południe. Boczne wieżowce mają rzut prostokąta, a środkowy litery „T”. Punktowce stworzyły mocny, perspektywiczny akcent, nadający monumentalny charakter zachodniej części ulicy Piekary. Wpisywały się w szeroko zakrojony program modernistycznej przebudowy centrum miasta, który został zrealizowany jedynie w niewielu punktach.